# Буйволовецька сільська рада
Буйволове́цька сільська́ ра́да — колишня адміністративно-територіальна одиниця та орган місцевого самоврядування в Ярмолинецькому районі Хмельницької області. Адміністративний центр — село Буйволівці.

## Загальні відомості
- Територія ради: 24,5 км²
- Населення ради: 674 особи (станом на 2001 рік)

## Населені пункти
Сільській раді були підпорядковані населені пункти:
- с. Буйволівці

## Склад ради
Рада складалася з 16 депутатів та голови.
- Голова ради:

### Керівний склад попередніх скликань
| Прізвище, ім'я, по батькові  | Основні відомості                                                                     | Дата обрання | Дата звільнення |
| ---------------------------- | ------------------------------------------------------------------------------------- | ------------ | --------------- |
| Дацун Наталія Миколаївна     | Сільський голова, 1965 року народження, безпартійний                                  | 26.03.2006   | 31.10.2010      |
| Ільчишин Петро Володимирович | Сільський голова, 1956 року народження, освіта середня загальна, член Партії регіонів | 31.10.2010   | 08.08.2014      |

Примітка: таблиця складена за даними сайту Верховної Ради України

### Депутати
За результатами місцевих виборів 2010 року депутатами ради стали:

#### За суб'єктами висування
| Суб'єкт висування | Кількість обраних депутатів | %  |
| ----------------- | --------------------------- | -- |
| Партія регіонів   | 8                           | 50 |
| Самовисування     | 8                           | 50 |

#### За округами
| № округу        | Прізвище, ім'я, по батькові      | Дата визнання обраним | Освіта  | Партійна приналежність | Відомості про обраного депутата                                 |
| --------------- | -------------------------------- | --------------------- | ------- | ---------------------- | --------------------------------------------------------------- |
| Партія регіонів |                                  |                       |         |                        |                                                                 |
| 2               | Барткова Алла Миколаївна         | 04.11.2010            | середня | позапартійна           | приватний підприємець, збірник молока                           |
| 3               | Туз Ольга Анатоліївна            | 04.11.2010            | середня | позапартійна           |                                                                 |
| 6               | Хмелюк Жанна Афанасіївна         | 04.11.2010            | вища    | позапартійна           | Буйволовецька загальноосвітня школа І-ІІІ ст., вчитель біології |
| 7               | Гірчак Таміла Володимирівна      | 04.11.2010            | середня | позапартійна           | ВСП «ЛОК» Яблуневий Сад, офіціант                               |
| 11              | Розгін Валентина Миколаївна      | 04.11.2010            | середня | позапартійна           |                                                                 |
| 12              | Бабій Жанна Іванівна             | 04.11.2010            | вища    | позапартійна           | Буйволовецька загальноосвітня школа І-ІІІ ст., вчитель хімії    |
| 13              | Дурняк Антоніна Іванівна         | 04.11.2010            | середня | позапартійна           |                                                                 |
| 15              | Дурняк Оксана Вікторівна         | 04.11.2010            | середня | позапартійна           | Буйволовецька сільська бібліотека, бібліотекар                  |
| Самовисування   |                                  |                       |         |                        |                                                                 |
| 1               | Ходаківська Галина Миколаївна    | 04.11.2010            | середня | позапартійна           | Буйволовецька сільська рада, секретар                           |
| 4               | Гуменюк Наталія Баймагямбетівн   | 04.11.2010            | середня | позапартійна           | Фельдшерський пункт, фельдшер                                   |
| 5               | Брушневська Валентина Петрівна   | 04.11.2010            | середня | позапартійна           | Буйволовецька сільська рада, землевпорядник                     |
| 8               | Ільчишен Віктор Онисимович       | 04.11.2010            | середня | позапартійний          |                                                                 |
| 9               | Овод Станіслава Григорівна       | 04.11.2010            | середня | позапартійна           |                                                                 |
| 10              | Пантелеймонова Тетяна Михайлівна | 04.11.2010            | вища    | позапартійна           | Буйволовецька сільська рада, бухгалтер                          |
| 14              | Сабаш Раїса Федорівна            | 04.11.2010            | середня | позапартійна           | Буйволовецький дитячий садок «Ромашка», няня                    |
| 16              | Баран Анатолій Леонідович        | 04.11.2010            | середня | позапартійний          |                                                                 |